# Carl Emil Just Pedersen
Carl Emil Just Pedersen (født 16. januar 2006 i Herning) er en cykelrytter fra Danmark, der er kører for Hagens Berman Jayco.

## Karriere
Han er født og opvokset i Herning, og begyndte at cykle hos Herning Cykle Klub.
Ved DM i landevejscykling 2022 deltog Just Pedersen i U19-mesterskaberne, selvom han på tidspunktet kun var 16 år og U17-rytter. På enkeltstarten endte han på en overraskende tredjeplads, 1,40 min. efter guldmedaljevinder Kristian Egholm, og kun fem sekunder efter Henrik Breiner Pedersen på andenpladsen. I linjeløbet endte Carl Emil Just Pedersen på 34. pladsen.